# Stilobezzia pallidipes
Stilobezzia pallidipes är en tvåvingeart som beskrevs av Clastrier 1983. Stilobezzia pallidipes ingår i släktet Stilobezzia och familjen svidknott.
Artens utbredningsområde är Seychellerna. Inga underarter finns listade i Catalogue of Life.